# Rumpler 6B
Die Rumpler 6B war ein im Ersten Weltkrieg eingesetztes deutsches Schwimmer-Jagdflugzeug der Rumpler-Werke GmbH.

## Geschichte
Als 1916 die deutsche Marine einen stärkeren Schutz ihrer Stützpunkte und Schiffe vor gegnerischen Luftangriffe forderte, reichte neben zahlreichen Unternehmen auch die Edmund-Rumpler-Flugzeugwerke GmbH einen entsprechenden Vorschlag ein. Ausgewählt wurde neben der Albatros W.4 und der Hansa-Brandenburg KDW die Rumpler 6B.

## Konstruktion
Aus Gründen der Zeitersparnis griff man bei Rumpler bei den Konstruktionsarbeiten auf die Aufklärer der C-Reihe zurück. Deren Radfahrwerk wurde durch zweistufige Schwimmer aus Holz ersetzt, der hinten liegende Beobachtersitz verkleidet. Ober- und Unterflügel waren zweiteilige, zweiholmige, stoffbespannte Holzkonstruktionen mit Streben aus Profilstahlrohr. Das hölzerne Rumpfgerüst war im Triebwerksbereich mit Aluminiumblechen verkleidet, die Rumpfseiten bis zum Pilotensitz mit Sperrholz beplankt, der Rest sowie das Stahlrohrgerüst stoffbespannt. Das Triebwerk hatte einen unter der Vorderkante des Baldachins liegenden Kühler und einen Schornstein-Abgassammler.

## Versionen

### 6B1
Der Prototyp 6B1 wurde am 8. Juni 1916 bestellt und am 7. August unter der Nummer 751 an die Marine übergeben, die die Abnahme am 10. August 1916 beendete, nachdem im Juli schon zwei Serienmaschinen (787–788) ausgeliefert wurden. Die weiteren bis Mai 1917 gelieferten 36 Maschinen und eine weitere vom Januar 1918 besaßen kleinere Höhenleitwerke mit ausgeglichenen Rudern. Der Propeller wurde von der Firma Axial geliefert.

### 6B2
Die aus der Rumpler C.IV abgeleitete 6B2 mit größerer Spannweite wurde ab Januar 1917 gefertigt und zwischen Oktober 1917 und Januar 1918 ausgeliefert. Der ursprünglich vorgesehene stärkere Daimler-Motor mit 260 PS kam jedoch nicht zum Einbau und so flog die 6B2 mit dem gleichen Triebwerk wie die 6B1, was deutliche Leistungseinbußen mit sich brachte. Der einzig sichtbare Unterschied war das an der Vorderkante abgerundete Höhenleitwerk.

## Nutzung

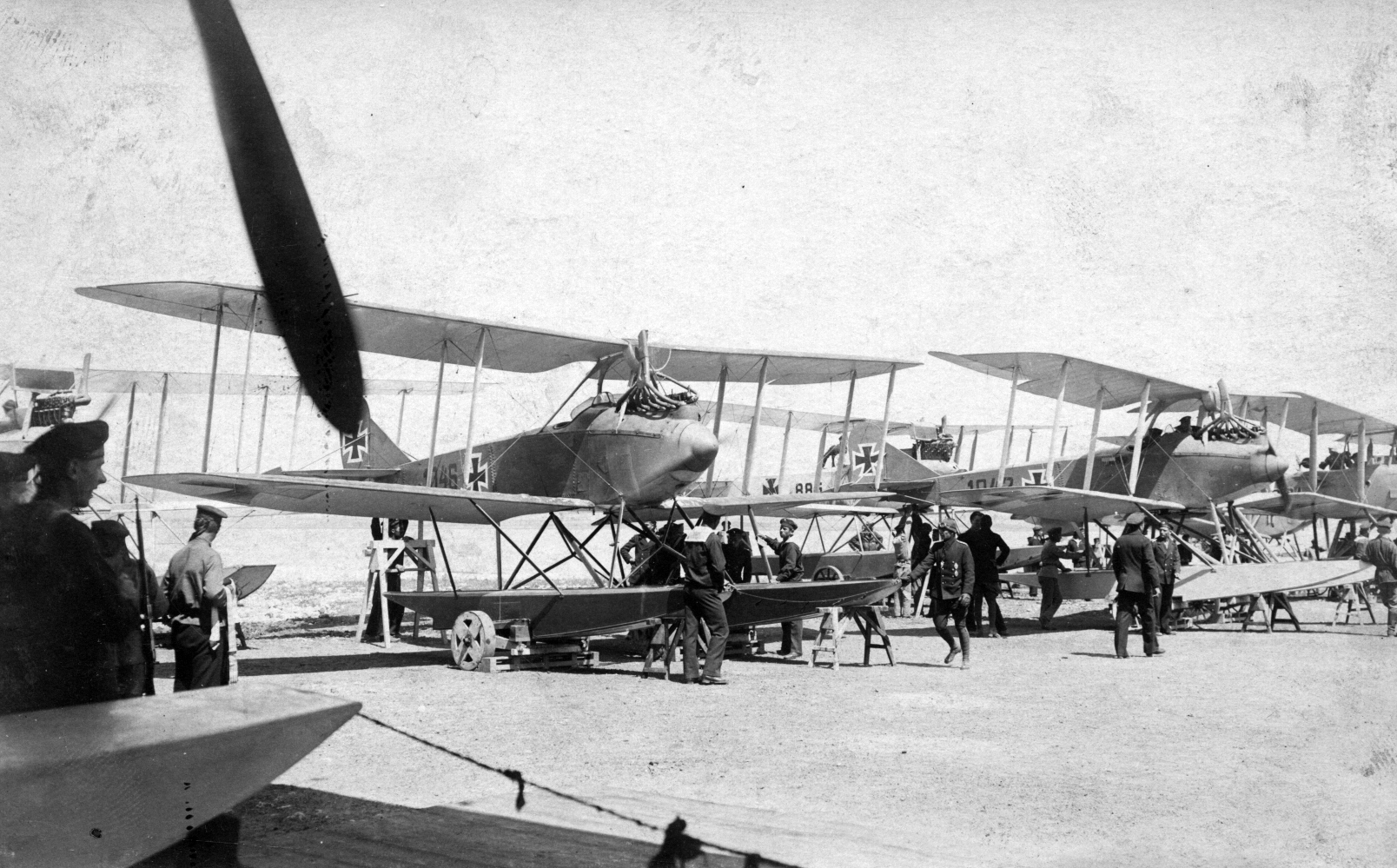
Rumpler 6B1 in der deutschen Seeflugstation Pejnerdjik bei Warna am Schwarzen Meer (Bulgarien)

Die Rumpler-6B-Typen waren von Sommer 1916 bis zum Kriegsende im Einsatz. Obwohl die Maschinen als umgebaute Zweisitzer weniger wendig waren, konnten sie sich über dem Schwarzen Meer mit mehreren Abschüssen erfolgreich gegen die russischen Flugboote durchsetzen. Die zwei Seejagdflugzeuge 6B1, die seit 1917 in der deutschen Seeflugstation Pejnerdjik bei Warna am Schwarzen Meer stationiert waren, wurden im Juni 1918 der bulgarischen Marine übergeben. Sie wurden 1920 durch die Alliierte Kontrollkommission gemäß den Bedingungen des Friedensvertrags zerstört.
Marinenummern der Rumpler 6B in der Kaiserlichen Marine:
- 6B1: 751, 787–788, 890–899, 1037–66, 1062–1066
- 6B2: 1188–1207, 1434–1458

## Technische Daten

Dreiseitenansicht der Rumpler 6B1

| Kenngröße             | Daten der Rumpler 6B1                                                                    | Daten der Rumpler 6B2                                                                    |
| --------------------- | ---------------------------------------------------------------------------------------- | ---------------------------------------------------------------------------------------- |
| Einsatzdauer          | Sommer 1916 bis Kriegsende                                                               | Januar 1918 – Kriegsende                                                                 |
| Stückzahl             | 43                                                                                       | 40                                                                                       |
| Besatzung             | 1                                                                                        | 1                                                                                        |
| Länge                 | 9,38 m                                                                                   | 9,88 m                                                                                   |
| Spannweite            | 12,04 m oben 10,72 m unten                                                               | 12,65 m oben 10,72 m unten                                                               |
| Querruder             | 2,56 m²                                                                                  | 2,56 m²                                                                                  |
| Höhenruder            | 1,90 m²                                                                                  | 1,90 m²                                                                                  |
| Seitenruder           | 0,84 m²                                                                                  | 0,84 m²                                                                                  |
| Höhe                  | 3,50 m                                                                                   | 3,53 m                                                                                   |
| Flügelfläche          | 35,70 m²                                                                                 | 36,00 m²                                                                                 |
| Leermasse             | 788 kg                                                                                   | 1039 kg                                                                                  |
| Startmasse            | 1138 kg                                                                                  | 1618 kg                                                                                  |
| Triebwerk             | ein wassergekühlter 6-Zylinder-Reihenmotor Mercedes D III, 160 PS (118 kW) Startleistung | ein wassergekühlter 6-Zylinder-Reihenmotor Mercedes D III, 160 PS (118 kW) Startleistung |
| Brennstofftank        | 163 l                                                                                    | 163 l                                                                                    |
| Höchstgeschwindigkeit | 153 km/h                                                                                 | 153 km/h                                                                                 |
| Steigzeit auf 1.000 m | 5 min                                                                                    | 5 min                                                                                    |
| Steigzeit auf 2.000 m | 10 min                                                                                   | 10 min                                                                                   |
| Steigzeit auf 3.000 m | 18 min                                                                                   | 18 min                                                                                   |
| Dienstgipfelhöhe      | 5000 m                                                                                   | 5000 m                                                                                   |
| Reichweite            | 550 km                                                                                   | 550 km                                                                                   |
| Flugdauer             | 4 h                                                                                      | 4 h                                                                                      |
| Bewaffnung            | ein MG 7,92 mm (Spandau 08/15)                                                           | ein MG 7,92 mm (Spandau 08/15)                                                           |